# Recknitz-Ästuar und Halbinsel Zingst
Recknitz-Ästuar und Halbinsel Zingst este o arie protejată (arie specială de conservare — SAC, sit de importanță comunitară — SCI) din Germania întinsă pe o suprafață de 27.866 ha, integral pe uscat.

## Localizare
Centrul sitului Recknitz-Ästuar und Halbinsel Zingst este situat la coordonatele 54°21′30″N 12°31′38″E / 54.3583°N 12.5272°E.

## Înființare
Situl Recknitz-Ästuar und Halbinsel Zingst a fost declarat sit de importanță comunitară în aprilie 1998 pentru a proteja 10 specii de animale. Situl a fost protejat și ca arie specială de conservare în august 2016.

## Biodiversitate
Situată în ecoregiunea continentală, aria protejată conține 21 de habitate naturale: Estuare, Terase mlăștinoase și terase nisipoase neacoperite de apă la reflux, Golfuri mici largi și golfuri puțin adânci, Vegetație anuală la limita mareei, Faleze cu vegetație de pe coastele atlantice și baltice, Salicornia și alte specii anuale care populează regiunile mlăștinoase și nisipoase, Pășuni atlantice udate de apa mării (Glauco-Puccinellietalia maritimae), Dune mobile cu vegetație embrionară, Dune mobile de-a lungul țărmului cu Ammophila arenaria („dune albe”), Dune de coastă fixe cu vegetație erbacee („dune gri”), Dune fixe decalcificate atlantice (Calluno-Ulicetea), Dune cu Salix repens ssp. argentea (Salicion arenariae), Dune împădurite din regiunile atlantică, continentală și boreală, Depresiuni intradunale umede, Lacuri eutrofice naturale cu vegetație de tip Magnopotamion sau Hydrocharition, Formațiuni ierboase bogate în specii de Nardus, dezvoltate pe substraturi silicioase în zone montane (și în zone submontane, în Europa continentală), Pajiști cu Molinia pe soluri calcaroase, turboase sau argilos-nămoloase (Molinion caeruleae), Mlaștini turboase de tranziție și turbării mișcătoare, Păduri de fag Luzulo-Fagetum, Păduri de fag Asperulo-Fagetum, Păduri acidofile de stejar bătrân cu Quercus robur pe câmpii nisipoase.
La baza desemnării sitului se află mai multe specii protejate:
- amfibieni (1): triton cu creastă (Triturus cristatus)
- mamifere (3): Halichoerus grypus, vidră de râu (Lutra lutra), focă obișnuită (Phoca vitulina)
- pești (6): Alosa fallax, zvârluga (Cobitis taenia), Lampetra fluviatilis, țipar (Misgurnus fossilis), Petromyzon marinus, somonul (Salmo salar)